# Alfredo Barbini
Alfredo Barbini (Murano, 13 gennaio 1912 – Murano, 13 febbraio 2007) è stato un vetraio italiano.

## Biografia e produzione artistica
Fu da giovane maestro vetraio per la fornace Zecchin & Martinuzzi (gestita tra il 1932 e il 1934 da Francesco Zecchin e Napoleone Martinuzzi); successivamente fu primo maestro fino al 1945 presso la vetreria VAMSA (Vetri Artistici  Muranesi Società Anonima,  in seguito divenne direttore artistico della vetreria Gino Cenedese, per la quale creò numerose statue in vetro e i cosiddetti Acquari, ossia «blocchi di vetro incolore che inglobavano coloratissimi elementi della flora e della fauna marina, precedentemente formati». Con la Cenedese partecipò alla Biennale di Venezia del 1948.
La recessione della Cenedese lo portò nel 1950 alla fondazione di una sua vetreria, nella cui conduzione fu coadiuvato dai figli Oceania e Flavio. La vetreria si specializzò nella lavorazione del vetro massiccio, del vetro sommerso e a partire dagli anni settanta della murrina e del soffiato sottile. Partecipò inoltre alle Biennali di Venezia del 1950, 1954, 1960, 1962 e 1968.
Morì a Murano nel 2007, a 94 anni.